# Passeador de cães
Um passeador de cães, também conhecido pela expressão dog walker, é um profissional que presta serviço de passeio com cães. O profissional geralmente passa por um processo rigoroso de treinamento para que possa aprender a conduzir um passeio com o pet. Esse tipo de serviço também pode ser contratado em empresas e aplicativos de celular.

## Nos países
Nos Estados Unidos, Jim Buck foi o primeiro profissional do gênero, ainda na década de 1960. No Brasil, a profissão ganhou notoriedade após a atriz Carolina Dieckmann viver a personagem Edwiges na novela Mulheres Apaixonadas, de 2003. Hoje, o profissional pode exercer esse trabalho legalmente como microempreendedor individual.

## Benefícios
Por meio do passeio diário, o cão gastará energia e diminuirá problemas comportamentais, como a destruição de objetos pela casa, agressividade, e problemas relacionados a saúde, como obesidade.